# ГЕС Des Joachims
ГЕС Des Joachims – гідроелектростанція на кордоні канадських провінцій Онтаріо та Квебек. Знаходячись між ГЕС Otto Holden (вище по течії) та ГЕС Bryson, входить до складу каскаду на Оттаві, яка впадає ліворуч до річки Святого Лаврентія (дренує Великі озера).
Спорудження станції почалось у 1942-му, проте вже наступного року було призупинене через брак матеріалів в умовах Другої світової війни та відновилось по її завершенні в 1946-му. У межах проекту річку перекрили бетонною греблею Мак-Коннел-Лейк-Контрол висотою 37 метрів та довжиною 494 метри, котра утворила витягнуте по долині річки більш ніж на 90 км водосховище з площею поверхні 86,4 км2 та об'ємом 1,45 млрд м3. За кілометр вище від греблі по правобережжю витягнулась велика затока цього резервуару, котра має довжину біля 5 км та перекрита на завершенні ще однією бетонною спорудою – греблею Des Joachims висотою 55 метрів та довжиною 725 метрів. При ній розташований машинний зал, відпрацьована в якому вода повертається назад до Оттави по відвідному каналу довжиною 2,2 км, створення якого потребувало виїмки 1,15 млн м3 породи. Також можливо відзначити, що під час зведення комплексу використали 890 тис м3 бетону.
Станцію в 1950-1951 роках обладнали вісьмома турбінами типу Френсіс потужністю по 40 МВт, які за два десятиліття модернізували до показника у 52 МВт. Гідроенергетична схема створена для використання перепаду висот у 40 метрів.
Видача продукції відбувається по ЛЕП, розрахованій на роботу під напругою 230 кВ.
Управління станцією здійснюється дистанційно з Chenaux.